# Aderus corsicus
Aderus corsicus is een keversoort uit de familie schijnsnoerhalskevers (Aderidae). De wetenschappelijke naam van de soort werd in 1928 gepubliceerd door Maurice Pic.